# انسولین گلارژین/لیکسیسناتید
انسولین گلارژین/لیکسیسناتید، که با نام تجاری Soliqua 100/33 و دیگر نام‌ها عرضه می‌شود، یک داروی ترکیبی با دوز ثابت است که از ترکیب انسولین گلارژین و لیکسیسناتید تشکیل شده و برای درمان دیابت تجویز می‌شود.
شایع‌ترین عوارض جانبی شامل هیپوگلیسمی (افت گلوکز خون)، اسهال، استفراغ و حالت تهوع (احساس بیماری) است.
انسولین گلارژین/لیکسیسناتید برای استفاده پزشکی در ایالات متحده در نوامبر ۲۰۱۶ و در اتحادیه اروپا در ژانویه ۲۰۱۷ تأیید شد.